# Pape Paté Diouf
Pape Paté Diouf (Dakar, 4 aprile 1986) è un calciatore senegalese, attaccante del Malmefjorden.

## Carriera

### Club

#### L'arrivo al Molde
Diouf ha iniziato la carriera in patria, nelle giovanili del Rufisque, per passare nel 2006 al Molde. Ha esordito con il nuovo club in data 10 maggio 2006, nel primo turno del Norgesmesterskapet 2006, quando è subentrato a Knut Olav Rindarøy nel successo per 1-6 in casa del Surnadal. Il 5 giugno ha debuttato anche nell'Eliteserien, realizzando una doppietta ai danni dell'HamKam, permettendo così alla sua squadra di imporsi per 1-2. Poco più di due mesi dopo e precisamente il 10 agosto, ha disputato il suo primo match valido per le competizioni europee per club: è stato infatti titolare nel pareggio a reti inviolate contro lo Skonto. Ha terminato il suo primo campionato con 14 presenze e 5 reti: questo non è bastato a far raggiungere la salvezza al Molde, che infatti è retrocesso nella 1. divisjon.
Ha contribuito con 6 reti in 22 partite alla pronta promozione della squadra nella massima divisione norvegese. L'8 novembre 2009 è stato schierato titolare nella finale del Norgesmesterskapet giocata contro l'Aalesund, dove il Molde è stato sconfitto ai calci di rigore: Diouf ha realizzato il suo penalty.
Nel campionato 2011, a metà stagione, si è trovato momentaneamente al primo posto della classifica marcatori. Il Molde lo ha però ceduto nel corso del calciomercato estivo.

#### Copenaghen
Il 12 luglio 2011, infatti, il Molde lo ha venduto ai danesi del Copenaghen, per cui ha firmato un contratto quadriennale: Diouf ha scelto la maglia numero 13. Ha esordito nella Superligaen in data 17 luglio, subentrando a César Santin nella vittoria per 0-2 sul campo del SønderjyskE. Il 7 agosto ha realizzato la prima rete nella massima divisione danese, nel successo per 2-4 in casa dell'HB Køge. Ha chiuso la stagione con 33 presenze e 6 reti, tra campionato e coppe. Ha fatto parte della squadra che ha vinto la Coppa di Danimarca 2011-2012.

#### Il prestito al Molde
Il 19 agosto 2012, ha fatto ritorno al Molde con la formula del prestito, fino al termine della stagione in corso. È tornato a calcare i campi norvegesi il 26 agosto, schierato titolare nella vittoria per 2-0 sul Vålerenga. In questa porzione di stagione disputata con il Molde, ha totalizzato 16 presenze e 3 reti tra campionato e coppe: ha inoltre contribuito alla vittoria finale dell'Eliteserien 2012.

#### Esbjerg
Terminata la stagione al Molde, Diouf è ritornato al Copenaghen nel mese di gennaio e ha chiuso la stagione senza disputare alcuna partita con questa maglia. Il 19 agosto 2013 è passato all'Esbjerg con la formula del prestito. Ha esordito con questa maglia il 25 agosto, schierato titolare nella sconfitta per 3-1 in casa del Viborg. Il 1º settembre ha realizzato l'unica rete in campionato, nel pareggio per 1-1 contro il Midtjylland. Nel mese di dicembre, è tornato al Copenaghen per fine prestito.

#### Il ritorno al Molde a titolo definitivo
Il 31 marzo 2014, è tornato al Molde a titolo definitivo, firmando un contratto triennale. Il 4 ottobre 2014 ha vinto il campionato 2014 con il suo Molde, benché Diouf non fosse in campo, raggiungendo matematicamente il successo finale con quattro giornate d'anticipo grazie alla vittoria per 1-2 sul campo del Viking. Il 23 novembre successivo, il Molde ha centrato il successo finale nel Norgesmesterskapet 2014, ottenendo così il double: anche in questo caso, Diouf non era in campo nella finale.

#### Odd
Il 28 luglio 2015 si è trasferito all'Odd con la formula del prestito, valido fino al termine della stagione. Ha esordito in squadra il 2 agosto, schierato titolare nel successo per 3-6 sul campo del Mjøndalen. Il 20 settembre successivo ha trovato le prime reti, con una doppietta ai danni dell'Aalesund in una partita vinta in trasferta per 1-3. Ha totalizzato 10 presenze e 5 reti in campionato in questa porzione di stagione.
Tornato al Molde in vista del campionato 2016, si è svincolato al termine di quella stessa stagione. Il 19 gennaio 2017 ha fatto ritorno all'Odd, a parametro zero.

#### Arendal
Dopo aver sostenuto un infruttuoso provino all'Aalesund, in data 11 aprile 2018 ha firmato un contratto con l'Arendal, in 2. divisjon.

## Statistiche

### Presenze e reti nei club
Statistiche aggiornate al 2 ottobre 2020.
| Stagione          | Club              | Campionato        | Campionato | Campionato | Coppe nazionali | Coppe nazionali | Coppe nazionali | Coppe continentali | Coppe continentali | Coppe continentali | Supercoppe | Supercoppe | Supercoppe | Totale | Totale |
| Stagione          | Club              | Comp              | Pres       | Reti       | Comp            | Pres            | Reti            | Comp               | Pres               | Reti               | Comp       | Pres       | Reti       | Pres   | Reti   |
| ----------------- | ----------------- | ----------------- | ---------- | ---------- | --------------- | --------------- | --------------- | ------------------ | ------------------ | ------------------ | ---------- | ---------- | ---------- | ------ | ------ |
| 2006              | Molde             | ES                | 14         | 5          | CN              | 2               | 1               | CU                 | 3                  | 0                  | -          | -          | -          | 19     | 6      |
| 2007              | Molde             | 1D                | 23         | 6          | CN              | ?               | 0               | -                  | -                  | -                  | -          | -          | -          | ?      | 6      |
| 2008              | Molde             | ES                | 21         | 4          | CN              | 3               | 1               | -                  | -                  | -                  | -          | -          | -          | 24     | 5      |
| 2009              | Molde             | ES                | 28         | 11         | CN              | 7               | 3               | -                  | -                  | -                  | -          | -          | -          | 35     | 14     |
| 2010              | Molde             | ES                | 13         | 1          | CN              | 0               | 0               | UEL                | 1                  | 0                  | -          | -          | -          | 14     | 1      |
| gen.-lug. 2011    | Molde             | ES                | 14         | 12         | CN              | 1               | 1               | -                  | -                  | -                  | -          | -          | -          | 15     | 3      |
| 2011-2012         | Copenaghen        | SL                | 19         | 4          | CD              | 5               | 2               | UCL+UEL            | 4+5                | 0                  | -          | -          | -          | 33     | 6      |
| ago.-dic. 2012    | Molde             | ES                | 9          | 1          | CN              | -               | -               | UEL                | 7                  | 2                  | -          | -          | -          | 16     | 3      |
| gen.-giu. 2013    | Copenaghen        | SL                | 0          | 0          | CD              | 0               | 0               | UEL                | -                  | -                  | -          | -          | -          | 0      | 0      |
| lug.-ago. 2013    | Copenaghen        | SL                | 0          | 0          | CD              | 0               | 0               | UEL                | 0                  | 0                  | -          | -          | -          | 0      | 0      |
| Totale Copenaghen | Totale Copenaghen | Totale Copenaghen | 19         | 4          |                 | 5               | 2               |                    | 9                  | 0                  |            | -          | -          | 33     | 6      |
| ago.-dic. 2013    | Esbjerg           | SL                | 8          | 1          | CD              | 1               | 0               | UEL                | 7                  | 1                  | -          | -          | -          | 16     | 2      |
| 2014              | Molde             | ES                | 7          | 0          | CN              | 4               | 4               | UEL                | 3                  | 0                  | -          | -          | -          | 14     | 4      |
| gen.-lug. 2015    | Molde             | ES                | 7          | 0          | CN              | 4               | 1               | UCL                | 0                  | 0                  | -          | -          | -          | 11     | 1      |
| lug.-dic. 2015    | Odd               | ES                | 10         | 5          | CN              | 0               | 0               | UEL                | 2                  | 0                  | -          | -          | -          | 12     | 5      |
| 2016              | Molde             | ES                | 2          | 0          | CN              | 2               | 1               | -                  | -                  | -                  | -          | -          | -          | 4      | 1      |
| Totale Molde      | Totale Molde      | Totale Molde      | 138        | 40         |                 | 20+             | 12              |                    | 14                 | 2                  |            | -          | -          | 175+   | 54     |
| 2017              | Odd               | ES                | 13         | 1          | CN              | 1               | 0               | UEL                | 5                  | 0                  | -          | -          | -          | 19     | 1      |
| Totale Odd        | Totale Odd        | Totale Odd        | 23         | 6          |                 | 1               | 0               |                    | 5                  | 0                  |            | -          | -          | 29     | 6      |
| 2018              | Arendal           | 2D                | 24         | 6          | CN              | 1               | 0               | -                  | -                  | -                  | -          | -          | -          | 25     | 6      |
| 2021              | Rival             | 6D                | ?          | ?          | -               | -               | -               | -                  | -                  | -                  | -          | -          | -          | ?      | ?      |
| Totale            | Totale            | Totale            | 212+       | 57+        |                 | 28+             | 14              |                    | 30                 | 2                  |            | -          | -          | 273+   | 73     |

## Palmarès

### Club

#### Competizioni nazionali
- Coppa di Danimarca: 1

Copenhagen: 2011-2012
- Campionato norvegese: 2

Molde: 2012, 2014
- Coppa di Norvegia: 2

Molde: 2014